# Toxoscelus huahinensis
Toxoscelus huahinensis (лат.) — вид жуков-златок рода Toxoscelus из подсемейства Agrilinae.

## Распространение
Таиланд: Hua Hin City, Prachuap Khiri Khan Prov..

## Описание
Златки мелкого размера, длина около 7 мм. Самцы: 6,6 мм (ширина 2,5 мм). Самки: 6,9—7,7 мм (ширина 2,6—2,8 мм). Равномерно темно-коричневый с пурпурным оттенком, шов надкрылий и вершины золотистые; переднеспинка покрыта короткими золотистыми и серебристо-белыми волосками; скутеллюм золотистый; усики черновато-коричневые; брюшная поверхность черно-коричневая, покрыта серебристо-белыми короткими волосками, на вершинах пигидия расположены светло-коричневые длинные щетинки; ноги красновато-коричневые, редко покрыты короткими бледно-желтыми волосками.

## Систематика
Toxoscelus huahinensis отличается от других видов Toxoscelus уникальной окраской тела и своеобразными мужскими гениталиями: эдеагус клиновидный; медиальная доля на вершине тупо заостренная; парамеры густо украшены длинными золотисто-желтыми волосками. Вид был впервые описан в 2011 году японским энтомологом Sadahiro Ohmomo (Япония).